# 长苞毛兰
长苞毛兰（学名：Eria obvia）为兰科毛兰属下的一个种。

## 扩展阅读
- 維基物種上的相關：长苞毛兰